# Európai Filmdíj a legjobb színésznőnek
A legjobb színésznő (angolul: Best European Actress) elismerés az 1988-ban alapított Európai Filmdíjak egyike, amelyet az Európai Filmakadémia tagjainak szavazata alapján ítélnek oda az év európai filmtermésében legjobb alakítást nyújtott női szereplőnek. A díjátadóra felváltva Berlinben, illetve egy-egy európai városban megrendezett gála keretében kerül sor minden év végén.
Az Európai Filmdíjat 1996-ig Felix-díj néven osztották ki. Idővel a kategória elnevezése is változott; a kezdeti legjobb színésznő nevet az év legjobb színésznője, majd a legjobb színésznő cím váltotta fel.
A végső szavazásra bocsátott jelöltek száma az évek során 3-7 fő között változott, kivéve az 1994-es és 1995-ös évet, amikor a díjat nem osztották ki. 2002-ben a többi hat jelölt mellett a 8 nő teljes szereplőgárdáját jelölték a díjra.

## Díjazottak és jelöltek
| „Díjazott” – szürkéskék háttérrel   |
| „Jelölt” – világos szürke háttérrel |

### 1980-as évek
| Év                    | Nyertesek és jelöltek                    | Magyar címe                              | Eredeti címe |
| --------------------- | ---------------------------------------- | ---------------------------------------- | ------------ |
| 1988                  |                                          |                                          |              |
| Carmen Maura          | Asszonyok a teljes idegösszeomlás szélén | Mujeres al borde de un ataque de nervios |              |
| Tinna Gunnlaugsdóttir | –––                                      | Í skugga hrafnsins                       |              |
| Ornella Muti          | –––                                      | Codice privato                           |              |
| Carol Scanlan         | –––                                      | Reefer and the Model                     |              |
| 1989                  |                                          |                                          |              |
| Ruth Sheen            | Vérmes remények                          | High Hopes                               |              |
| Sabine Azéma          | Az élet és semmi más                     | La vie et rien d'autre                   |              |
| Snežana Bogdanović    | –––                                      | Kuduz                                    |              |
| Corinna Harfouch      | –––                                      | Treffen in Travers                       |              |
| Natalja Negoda        | A kis Vera                               | Malenkaja Vera (Ма́ленькая Ве́ра)          |              |

### 1990-es évek
| Év                             | Nyertesek és jelöltek             | Magyar címe                | Eredeti címe           |
| ------------------------------ | --------------------------------- | -------------------------- | ---------------------- |
| 1990                           |                                   |                            |                        |
| Carmen Maura                   | Jaj, Carmela!                     | ¡Ay Carmela!               |                        |
| Anne Brochet                   | Cyrano de Bergerac                | Cyrano de Bergerac         |                        |
| Krystyna Janda                 | Kihallgatás                       | Przesluchanie              |                        |
| 1991                           |                                   |                            |                        |
| Clotilde Courau                | A kis bűnöző                      | Le petit criminel          |                        |
| Julie Delpy                    | Homo Faber                        | Homo Faber                 |                        |
| Sigríður Hagalín               | A természet gyermekei             | Börn náttúrunnar           |                        |
| 1992                           |                                   |                            |                        |
| Juliette Binoche               | A Pont-Neuf szerelmesei           | Les amants du Pont-Neuf    |                        |
| Johanna ter Steege             | Édes Emma, drága Böbe             | Édes Emma, drága Böbe      |                        |
| Barbara Sukowa                 | Európa                            | Europa                     |                        |
| 1993                           |                                   |                            |                        |
| Maia Morgenstern               | A tölgy                           | Balanta                    |                        |
| Carla Gravina                  | A hosszú hallgatás                | Il lungo silenzio          |                        |
| Tilda Swinton                  | Orlando                           | Orlando                    |                        |
| 1994                           | Nem osztottak ki díjat            | Nem osztottak ki díjat     | Nem osztottak ki díjat |
| 1995                           | Nem osztottak ki díjat            | Nem osztottak ki díjat     | Nem osztottak ki díjat |
| 1996                           |                                   |                            |                        |
| Emily Watson                   | Hullámtörés                       | Breaking the Waves         |                        |
| 1997                           |                                   |                            |                        |
| Juliette Binoche               | Az angol beteg                    | The English Patient        |                        |
| Katrin Cartlidge               | Két angol lány                    | Career Girls               |                        |
| Brigitte Roüan                 | After Sex                         | Post coïtum animal triste  |                        |
| Emma Thompson                  | Téli vendég                       | The Winter Guest           |                        |
| 1998                           |                                   |                            |                        |
| Elodie Bouchez Natacha Regnier | Élet, amiről az angyalok álmodnak | La vie rêvée des anges     |                        |
| Dinara Drukarova               | Szörnyekről és emberekről         | Pro urodov i ljudej        |                        |
| Annet Malherbe                 | Kis Toni                          | Kleine Teun                |                        |
| 1999                           |                                   |                            |                        |
| Cecilia Roth                   | Mindent anyámról                  | Todo sobre mi madre        |                        |
| Nathalie Baye                  | Pornográf viszony                 | Une liaison pornographique |                        |
| Penélope Cruz                  | Álomlány                          | La niña de tus ojos        |                        |
| Emilie Dequenne                | Rosetta                           | Rosetta                    |                        |
| Iben Hjejle                    | Mifune utolsó dala                | Mifunes sidste sang        |                        |

### 2000-es évek
| Év | Nyertesek és jelöltek                      | Magyar címe                         | Eredeti címe |
| --- | ------------------------------------------ | ----------------------------------- | ------------ |
| 2000 |                                            |                                     |              |
| Björk | Táncos a sötétben                          | Dancer in the Dark                  |              |
| Bibiana Beglau | A lövés utáni csend                        | Die Stille nach dem Schuß           |              |
| Lena Endre | Hűtlenek                                   | Trolösa                             |              |
| Sylvie Testud | –––                                        | La captive                          |              |
| Julie Walters | Billy Elliot                               | Billy Elliot                        |              |
| 2001 |                                            |                                     |              |
| Isabelle Huppert | A zongoratanárnő                           | La pianiste                         |              |
| Ariane Ascaride | A nyugodt város                            | La ville est tranquille             |              |
| Laura Morante | A fiú szobája                              | La stanza del figlio                |              |
| Charlotte Rampling | Homok alatt                                | Sous le sable                       |              |
| Stefania Sandrelli | Az utolsó csók                             | L'ultimo bacio                      |              |
| Audrey Tautou | Amélie csodálatos élete                    | Le fabuleux destin d'Amélie Poulain |              |
| 2002 |                                            |                                     |              |
| A 8 nő szereplőgárdája: Catherine Deneuve, Isabelle Huppert, Emmanuelle Béart, Fanny Ardant, Virginie Ledoyen, Danielle Darrieux, Ludivine Sagnier, Firmine Richard | 8 nő                                       | 8 femmes                            |              |
| Okszana Akinysina | Lilja 4-Ever                               | Lilja 4-Ever                        |              |
| Emmanuelle Devos | A számat figyeld                           | Sur mes lèvres                      |              |
| Martina Gedeck | Bella Martha                               | Bella Martha                        |              |
| Laura Morante | –––                                        | Un viaggio chiamato amore           |              |
| Samantha Morton | Ellopott siker                             | Morvern Callar                      |              |
| Kati Outinen | A múlt nélküli ember                       | Mies vailla menneisyyttä            |              |
| 2003 |                                            |                                     |              |
| Charlotte Rampling | Swimming Pool                              | Swimming Pool                       |              |
| Diana Dumbrava | Maria                                      | Maria                               |              |
| Helen Mirren | Felül semmi                                | Calendar Girls                      |              |
| Anne Reid | Anya és szerelem                           | The Mother                          |              |
| Katja Riemann | –––                                        | Rosenstrasse                        |              |
| Katrin Sass | Good bye, Lenin!                           | Good bye, Lenin!                    |              |
| 2004 |                                            |                                     |              |
| Imelda Staunton | Vera Drake                                 | Vera Drake                          |              |
| Sarah Adler | A mi zenénk                                | Notre musique                       |              |
| Valeria Bruni Tedeschi | 5x2                                        | 5x2                                 |              |
| Penélope Cruz | Ne menj!                                   | Non ti muovere                      |              |
| / Sibel Kekilli | Fallal szemben                             | Gegen die Wand                      |              |
| Asi Levi | Kövek                                      | Avanim                              |              |
| 2005 |                                            |                                     |              |
| Julia Jentsch | Sophie Scholl – Aki szembeszállt Hitlerrel | Sophie Scholl - Die letzten Tage    |              |
| Juliette Binoche | Rejtély                                    | Caché                               |              |
| Sandra Ceccarelli | Elképzelt élet                             | La vita che vorrei                  |              |
| Judi Dench Maggie Smith | Hölgyek levendulában                       | Ladies in Lavender                  |              |
| Connie Nielsen | Testvéred feleségét...                     | Brødre                              |              |
| Natalie Press | Szerelmem nyara                            | My Summer of Love                   |              |
| Audrey Tautou | Hosszú jegyesség                           | Un long dimanche de fiançailles     |              |
| 2006 |                                            |                                     |              |
| Penélope Cruz | Volver                                     | Volver                              |              |
| Nathalie Baye | A kis hadnagy                              | Le petit lieutenant                 |              |
| Martina Gedeck | A mások élete                              | Das Leben der Anderen               |              |
| Sandra Hüller | Requiem egy lányért                        | Requiem                             |              |
| Mirjana Karanović | Szerelmem, Szarajevó                       | Grbavica                            |              |
| Sarah Polley | A szavak titkos élete                      | The Secret Life of Words            |              |
| 2007 |                                            |                                     |              |
| Helen Mirren | A királynő                                 | The Queen                           |              |
| Marion Cotillard | Piaf                                       | La môme                             |              |
| Marianne Faithfull | Irina Palm                                 | Irina Palm                          |              |
| Carice van Houten | Fekete Könyv                               | Zwartboek                           |              |
| Anamaria Marinca | 4 hónap, 3 hét, 2 nap                      | 4 luni, 3 saptamani si 2 zile       |              |
| Kszenija Rappoport | Az ismeretlen                              | La sconosciuta                      |              |
| 2008 |                                            |                                     |              |
| Kristin Scott Thomas | Oly sokáig szerettelek                     | Il y a longtemps que je t'aime      |              |
| Hiam Abbass | Citromfa                                   | Etz Limon                           |              |
| Arta Dobroshi | Lorna csendje                              | Le silence de Lorna                 |              |
| Sally Hawkins | Hajrá, boldogság!                          | Happy-Go-Lucky                      |              |
| Belén Rueda | Árvaház                                    | El orfanato                         |              |
| Ursula Werner | Kilencedik mennyország                     | Wolke Neun                          |              |
| 2009 |                                            |                                     |              |
| Kate Winslet | A felolvasó                                | The Reader                          |              |
| Penélope Cruz | Megtört ölelések                           | Los abrazos rotos                   |              |
| Charlotte Gainsbourg | Antikrisztus                               | Antichrist                          |              |
| Katie Jarvis | Akvárium                                   | Fish Tank                           |              |
| Yolande Moreau | Séraphine                                  | Séraphine                           |              |
| Noomi Rapace | A tetovált lány                            | Män som hatar kvinnor               |              |

### 2010-es évek
| Év                          | Nyertesek és jelöltek           | Magyar címe                       | Eredeti címe |
| --------------------------- | ------------------------------- | --------------------------------- | ------------ |
| 2010                        |                                 |                                   |              |
| Sylvie Testud               | Lourdes                         | Lourdes                           |              |
| Zrinka Cvitešić             | Úton                            | Na putu                           |              |
| / Sibel Kekilli             | Az idegen                       | Die Fremde                        |              |
| Lesley Manville             | Még egy év                      | Another Year                      |              |
| Lotte Verbeek               | Semmit magamról                 | Nothing Personal                  |              |
| 2011                        |                                 |                                   |              |
| Tilda Swinton               | Beszélnünk kell Kevinről        | We Need to Talk About Kevin       |              |
| Cécile de France            | Srác a biciklivel               | Le Gamin au vélo                  |              |
| Kirsten Dunst               | Melankólia                      | Melancholia                       |              |
| Charlotte Gainsbourg        | Melankólia                      | Melancholia                       |              |
| Nagyezsda Markina           | Elena                           | Elena                             |              |
| 2012                        |                                 |                                   |              |
| Emmanuelle Riva             | Szerelem                        | Amour                             |              |
| Émilie Dequenne             | Gyermekeink                     | À perdre la raison                |              |
| Nina Hoss                   | Barbara                         | Barbara                           |              |
| Margarethe Tiesel           | Szerelmet a feketepiacról       | Paradies: Liebe                   |              |
| Kate Winslet                | Az öldöklés istene              | Carnage                           |              |
| 2013                        |                                 |                                   |              |
| Veerle Baetens              | Alabama és Monroe               | The Broken Circle Breakdown       |              |
| Luminița Gheorghiu          | Anyai szív                      | Poziția copilului                 |              |
| Keira Knightley             | Anna Karenina                   | Anna Karenina                     |              |
| Barbara Sukowa              | Hannah Arendt                   | Hannah Arendt                     |              |
| / Naomi Watts               | A lehetetlen                    | Lo imposible                      |              |
| 2014                        |                                 |                                   |              |
| Marion Cotillard            | Két nap, egy éjszaka            | Deux jours, une nuit              |              |
| Marian Álvarez              | A seb                           | La herida                         |              |
| Valeria Bruni Tedeschi      | Esélylesők                      | Il capitale umano                 |              |
| Charlotte Gainsbourg        | A nimfomániás                   | Nymphomaniac                      |              |
| Agata Kulesza               | Ida                             | Ida                               |              |
| Agata Trzebuchowska         | Ida                             | Ida                               |              |
| 2015                        |                                 |                                   |              |
| Charlotte Rampling          | 45 év                           | 45 Years                          |              |
| Margherita Buy              | Anyám mozija                    | Mia Madre                         |              |
| Laia Costa                  | Victoria                        | Victoria                          |              |
| Alicia Vikander             | Ex Machina                      | Ex Machina                        |              |
| Rachel Weisz                | Ifjúság                         | Youth                             |              |
| 2016                        |                                 |                                   |              |
| Sandra Hüller               | Toni Erdmann                    | Toni Erdmann                      |              |
| / Valeria Bruni Tedeschi    | Őrült boldogság                 | La pazza gioia                    |              |
| Trine Dyrholm               | A kommuna                       | Kollektivet                       |              |
| Isabelle Huppert            | Áldozat?                        | Elle                              |              |
| Emma Suárez                 | Julieta                         | Julieta                           |              |
| Adriana Ugarte              | Julieta                         | Julieta                           |              |
| 2017                        |                                 |                                   |              |
| Borbély Alexandra           | Testről és lélekről             | Testről és lélekről               |              |
| Paula Beer                  | Frantz                          | Frantz                            |              |
| Juliette Binoche            | Jöjj el napfény!                | Un beau soleil intérieur          |              |
| Isabelle Huppert            | Happy End                       | Happy End                         |              |
| Florence Pugh               | Lady Macbeth                    | Lady Macbeth                      |              |
| 2018                        |                                 |                                   |              |
| Joanna Kulig                | Hidegháború                     | Zimna wojna                       |              |
| Halldóra Geirharðsdóttir    | Izlandi amazon                  | Kona fer í stríð                  |              |
| Bárbara Lennie              | –––                             | Petra                             |              |
| Eva Melander                | Határeset                       | Gräns                             |              |
| Alba Rohrwacher             | A szent és a farkas             | Lazzaro felice                    |              |
| 2019                        |                                 |                                   |              |
| Olivia Colman               | A kedvenc                       | The Favourite                     |              |
| Trine Dyrholm               | Szívek királynője               | Dronningen                        |              |
| Noémie Merlant Adèle Haenel | Portré a lángoló fiatal lányról | Portrait de la jeune fille en feu |              |
| Viktoria Mirosnicsenko      | ───                             | Dilda ((Дылда)                    |              |
| Helena Zengel               | Kontroll nélkül                 | Systemsprenger                    |              |

### 2020-as évek
| Év                  | Nyertesek és jelöltek              | Magyar címe                      | Eredeti címe |
| ------------------- | ---------------------------------- | -------------------------------- | ------------ |
| 2020                |                                    |                                  |              |
| Paula Beer          | Hableány                           | Undine                           |              |
| Natalija Berezsnaja | DAU. Natasa                        | Дау. Наташа                      |              |
| Andrea Bræin Hovig  | Remény                             | Håp                              |              |
| Ane Dahl Torp       | Charter                            | Charter                          |              |
| Nina Hoss           | Húgocskám                          | Schwesterlein                    |              |
| Marta Nieto         | Anya                               | Madre                            |              |
| 2021                |                                    |                                  |              |
| Jasna Đuričić       | Quo vadis, Aida?                   | Quo vadis, Aida?                 |              |
| Seidi Haarla        | Hatos fülke                        | Hytti nro 6                      |              |
| Carey Mulligan      | Ígéretes fiatal nő                 | Promising Young Woman            |              |
| Renate Reinsve      | A világ legrosszabb embere         | Världens vackraste pojke         |              |
| Agathe Rousselle    | Titán                              | Titane                           |              |
| 2022                |                                    |                                  |              |
| Vicky Krieps        | Fűző                               | Corsage                          |              |
| / Zar Amir Ebrahimi | Szent pók                          | Holy Spider                      |              |
| Léa Seydoux         | Egy szép reggelen                  | Un beau matin                    |              |
| Penélope Cruz       | Párhuzamos anyák                   | Madres paralelas                 |              |
| / Meltem Kaptan     | Egy anya George W. Bushsal szemben | Rabiye Kurnaz vs. George W. Bush |              |
| 2023                |                                    |                                  |              |
| Sandra Hüller       | Egy zuhanás anatómiája             | Anatomie d'une chute             |              |
| Leonie Benesch      | A tanári szoba                     | Das Lehrerzimmer                 |              |
| Eka Chavleishvili   | Rigó, rigó, szederinda             | Shashvi shashvi maq'vali         |              |
| Sandra Hüller       | Érdekvédelmi terület               | The Zone of Interest             |              |
| Alma Pöysti         | Hulló levelek                      | Kuolleet lehdet                  |              |
| 2024                |                                    |                                  |              |
| Karla Sofía Gascón  | Emilia Pérez                       | Emilia Pérez                     |              |
| Trine Dyrholm       | Lány a tűvel                       | Pigen med nålen                  |              |
| Renate Reinsve      | Armand                             | Armand                           |              |
| Vic Carmen Sonne    | Lány a tűvel                       | Pigen med nålen                  |              |
| Tilda Swinton       | A szomszéd szoba                   | The Room Next Door)              |              |

## Statisztika
A statisztika a 2024. évi díjátadó gálával bezárólag készült.

### Két vagy több alkalommal díjazott színésznők
- 2 alkalommal:  Juliette Binoche (1992, 1997)
- 2 alkalommal:  Isabelle Huppert (2001, 2002)
- 2 alkalommal:  Carmen Maura (1988, 1990)
- 2 alkalommal:  Charlotte Rampling (2003, 2015)
- 2 alkalommal:  Sandra Hüller (2016, 2023)

### Két vagy több alkalommal jelölt színésznők
(Vastagítva a díjazott évek.)
- 5 alkalommal:  Penélope Cruz (1999, 2004, 2006, 2009, 2022)
- 4 alkalommal:  Juliette Binoche(1992, 1997, 2005, 2017)
- 4 alkalommal:  Isabelle Huppert (2001, 2002, 2016, 2017)
- 4 alkalommal:  Sandra Hüller (2006, 2016, 2023[7])
- 3 alkalommal:  Tilda Swinton (1993, 2011, 2024)
- 3 alkalommal:  Charlotte Rampling (2001, 2003, 2015)
- 3 alkalommal:  Valeria Bruni Tedeschi (2004, 2014, 2016)
- 3 alkalommal:  Charlotte Gainsbourg (2009, 2011, 2014)
- 3 alkalommal:  Trine Dyrholm (2016, 2019, 2024)
- 2 alkalommal:  Carmen Maura (1988, 1990)
- 2 alkalommal:  Marion Cotillard (2007, 2014)
- 2 alkalommal:  Helen Mirren (2203, 2007)
- 2 alkalommal:  Sylvie Testud (2000, 2010)
- 2 alkalommal:  Kate Winslet (2009, 2012)
- 2 alkalommal:  Martina Gedeck (2002, 2006)
- 2 alkalommal:  Émilie Dequenne (1999, 2012)
- 2 alkalommal:  Barbara Sukowa (1992, 2013)
- 2 alkalommal:  Audrey Tautou (2001, 2005)
- 2 alkalommal:  Laura Morante (2001, 2002)
- 2 alkalommal:  Natalie Baye (1999, 2006)
- 2 alkalommal: / Sibel Kekilli (2004, 2010)
- 2 alkalommal:  Nina Hoss (2012, 2020)
- 2 alkalommal:  Paula Beer (2017, 2020)
- 2 alkalommal:  Renate Reinsve (2021, 2024)